# Toronto Argonauts
Toronto Argonauts – zawodowy zespół futbolu kanadyjskiego z siedzibą w Toronto. Drużyna jest członkiem ligi CFL. Argonauts piętnaście razy zdobyli Puchar Greya, czyli mistrzostwo Kanady w futbolu kanadyjskim. 

## Historia
Klub został założony w 1873 roku w Toronto przez klub wioślarski Argonaut Rowing Club. Argonauts są najstarszym zawodowym klubem futbolowym, każdego rodzaju, w Ameryce Północnej. 

## Sukcesy
- Puchar Greya: 1914, 1921, 1933, 1937, 1938, 1945, 1946, 1947, 1950, 1952, 1983, 1991, 1996, 1997, 2004, 2012, 2017, 2022